# Good Deeds
Good Deeds (bra: Uma Boa Ação) é um filme estadunidense do gênero drama romântico, dirigido, co-produzido, roteirizado e estrelado por Tyler Perry, lançado em 24 de fevereiro de 2012. A principal canção do filme é "Right Here Waiting", clássico de Richard Marx.

## Sinopse
Wesley Deeds é um empresário que passou a vida inteira vivendo os sonhos dos outros. Ele acaba conhecendo Lindsey Wakefield, uma faxineira que cria sozinha a filha Ariel e está prestes a ser despejada. Sensibilizado com a história da bela moça, Wesley passa a ajuda-lá, e juntos ambos constroem uma bela amizade que logo se transforma em algo maior.

## Elenco
- Tyler Perry como Wesley Deeds III
- Thandie Newton como  Lindsey Wakefield
- Gabrielle Union como Natalie
- Eddie Cibrian como John
- Brian J. White como Walter Deeds
- Jordenn Thompson como Ariel
- Phylicia Rashad como Wilimena Deeds
- Beverly Johnson como Brenda
- Rebecca Romijn como Heidi
- Jamie Kennedy como Mark Freeze
- Andrew Masset como sr. Brunson
- Victoria Loving como sra. Brunson
- Tom Thon como Milton

## Recepção
O filme tem um índice de aprovação de 34% no Rotten Tomatoes, baseado em 35 resenhas com um índice de aprovação de 5,06 em 10. Seu consenso afirma: "A habilidade de Tyler Perry como diretor continua a melhorar, mas suas histórias ainda são as mesmas. melodramas antigos e pretensiosos.